# Херіка
Херіка, Шеріка (ісп. Jérica (офіційна назва), валенс. Xèrica) — муніципалітет в Іспанії, у складі автономної спільноти Валенсія, у провінції Кастельйон. Населення — 1690 осіб (2010).

## Географія
Муніципалітет розташований на відстані близько 270 км на схід від Мадрида, 46 км на захід від міста Кастельйон-де-ла-Плана.
На території муніципалітету розташовані такі населені пункти: (дані про населення за 2010 рік)
- Херіка: 1592 особи
- Новалічес: 91 особа
- Лос-Анхелес: 7 осіб

## Демографія
Динаміка населення (INE ):

## Галерея зображень

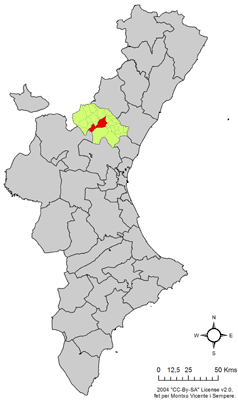
Розташування муніципалітету Херіка у автономній спільноті Валенсія
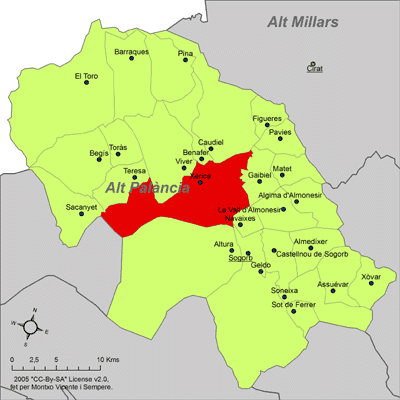
Розташування муніципалітету Херіка у комарці Альто-Палансія
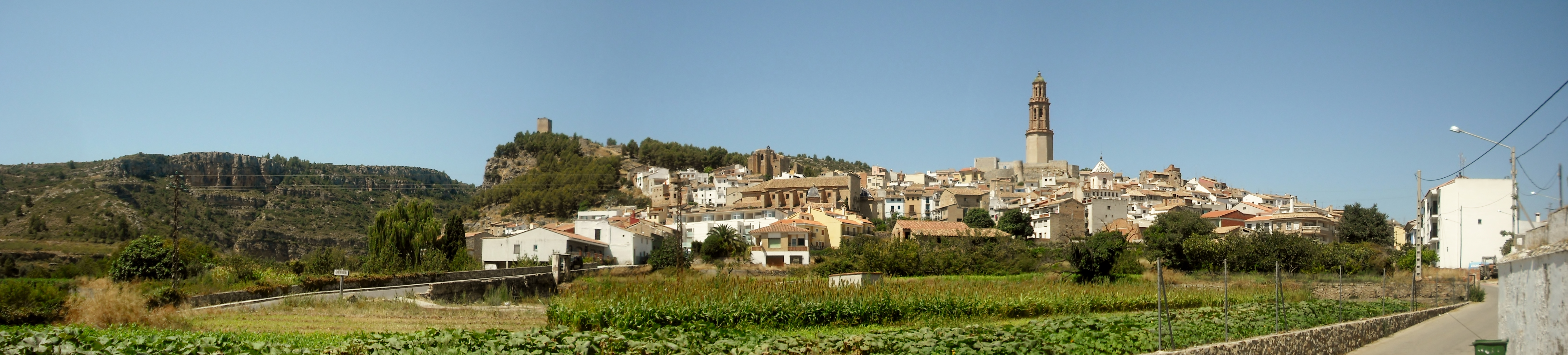
Херіка
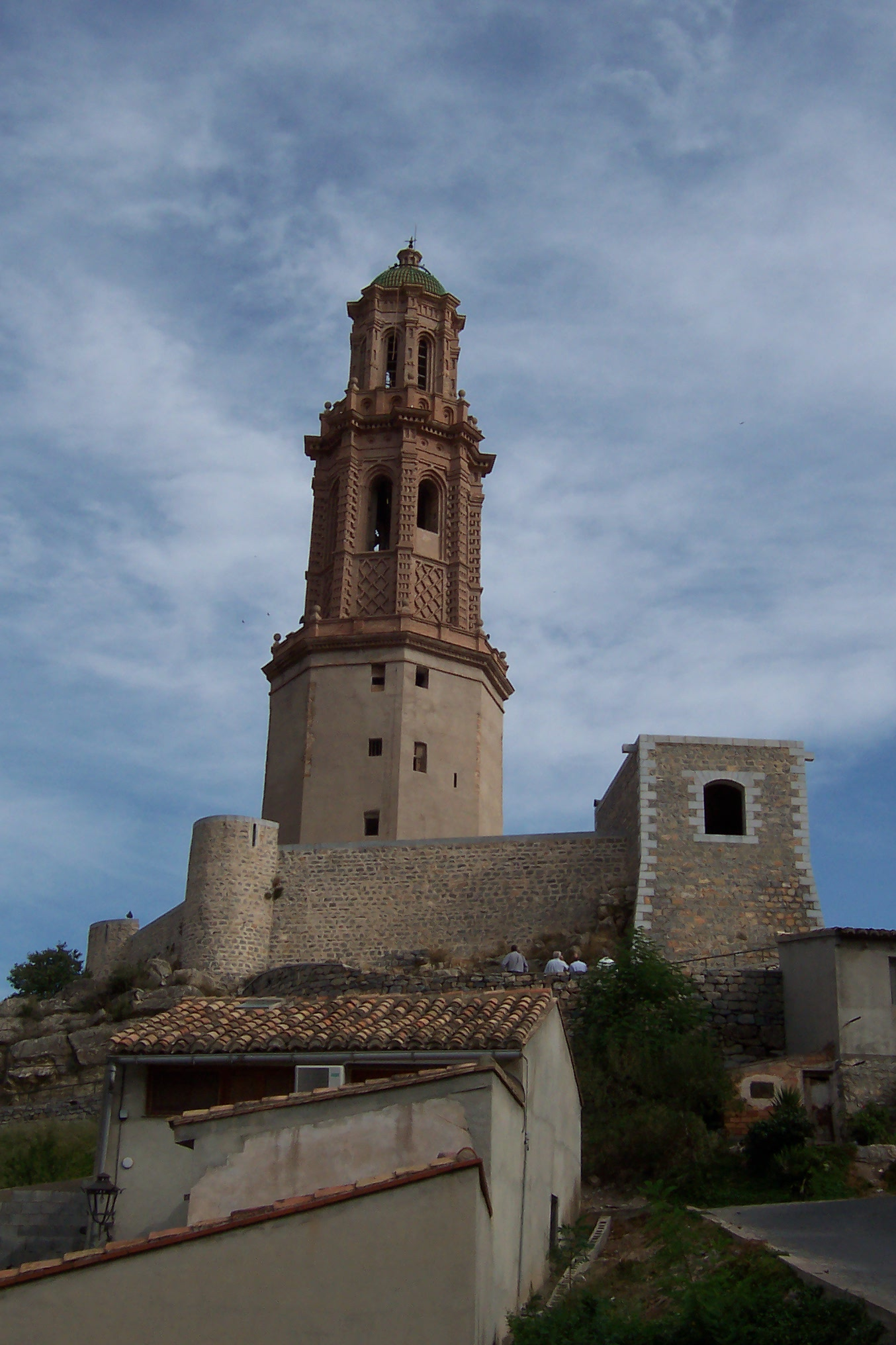
Вежа в стилі Мудехар